# Svarttjärnen (Äppelbo socken, Dalarna, 671652-139805)
Svarttjärnen är en sjö i Vansbro kommun i Dalarna och ingår i Dalälvens huvudavrinningsområde. Sjön har en area på 0,15 kvadratkilometer och ligger 277,5 meter över havet.

## Delavrinningsområde
Svarttjärnen ingår i det delavrinningsområde (671703-139850) som SMHI kallar för Utloppet av Kvarntjärnen. Medelhöjden är 325 meter över havet och ytan är 4,27 kvadratkilometer. Räknas de 5 avrinningsområdena uppströms in blir den ackumulerade arean 56,6 kvadratkilometer. Noret (Hunan) som avvattnar avrinningsområdet har biflödesordning 3, vilket innebär att vattnet flödar genom totalt 3 vattendrag innan det når havet efter 352 kilometer. Avrinningsområdet består mestadels av skog (82 procent). Avrinningsområdet har 0,35 kvadratkilometer vattenytor vilket ger det en sjöprocent på 8,2 procent.